# Osmia angustipes
Osmia angustipes är en biart som beskrevs av Cockerell 1933. Osmia angustipes ingår i släktet murarbin, och familjen buksamlarbin. Inga underarter finns listade i Catalogue of Life.